# Alessandro Giraudo
Mons. Alessandro Giraudo (* 9. prosince 1968, Turín) je italský římskokatolický duchovní a biskup.

## Život
Narodil se 9. prosince 1968 v Turíně.
Vstoupil do arcibiskupského semináře v rodném městě. Po studiu teologie a filosofie byl 12. června 1993 kardinálem Giovannem Saldarini vysvěcen na kněze. Stal se farním vikářem u Nostra Signora delle Vittorie a o dva roky později v Moncalieri. Poté získal na Papežské univerzitě Gregoriana doktorát z kanonického práva. Od roku 2002 vyučoval na Papežské teologické fakultě Severní Itálie a na Vyšším institutu náboženských studií v Turíně.
Vykonával funkci defensora vinculi, soudního vikáře a později soudce církevního soudu. Roku 2016 byl jmenován rektorem baziliky Corpus Domini, kancléřem arcibiskupské kurie a ředitelem archivu arcidiecéze. O dva roky později se stal vedoucím úřadu pro svátosti. Byl kanovníkem metropolitní kapituly a od roku 2022 generálním vikářem.
Dne 22. října 2022 jej papež František jmenoval pomocným biskupem turínské arcidiecéze a titulárním biskupem z Castra severiana. Biskupské svěcení přijal 15. ledna následujícího roku z rukou arcibiskupa Roberta Repoleho a spolusvětiteli byli arcibiskup Cesare Nosiglia a biskup Guido Fiandino.